# Arnaud Boukhitine
Œuvres principales
- Deux esquisses pour Cor
- Total Recall
- Too Sentimental
- Petite Marche
- Tombonok
- Petite suite en cinq tableaux
- 4 Inventions pour 2 Euphoniums
- Métaphysique des tubes
- Cocina española

Arnaud Boukhitine, né le 7 septembre 1977 à Saint-Vallier (Saône-et-Loire) en France, est un tubiste, compositeur et chef d'orchestre de musique contemporaine.

## Biographie

### Enfance et débuts professionnels
Arnaud Boukhitine commence le tuba assez tardivement, en 1989, année de ses douze ans. Domicilié à Montceau-les-mines, il étudie alors à l’École Municipale de Musique de Montceau-les-mines, avant d'entrer au Conservatoire à Rayonnement Régional de Dijon, dans la classe de tuba de François Poullot, puis au Conservatoire National Supérieur de Musique et de Danse de Lyon, dans la classe de tuba de Melvin Culbertson et dans la classe d'écriture de Loïc Mallié.
Il obtiendra en juin 1999 le Diplôme National d’Études Supérieures de tuba avec la mention très bien à l'unanimité avec les félicitations du jury et en juin 2000 le Diplôme National d’Études Supérieures d'écriture avec la mention très bien.
Entre 1995 et 1997, il est membre de l'Orchestre Français des Jeunes dirigé par Marek Janovski. Depuis, il travaille régulièrement en collaboration avec de grands orchestres symphoniques tels que l'Orchestre Philharmonique de Radio-France, l'Orchestre de l'Opéra National de Paris, l'Orchestre de l'Opéra National de Lyon, l'Orchestre National du Capitole de Toulouse, l'Orchestre de Chambre de Lausanne ainsi que l'Orchestre de Paris.
Il participe d'ailleurs aux obsèques nationales de François Mitterrand, le 11 janvier 1996 à Paris.

### Premières récompenses internationales
En 1996 et 1997, il participe à plusieurs concours internationaux et obtient successivement un 2e Prix au concours international de Markneukirchen (Allemagne), un 2e Prix au concours Verso il Millennio (Italie) et est lauréat du concours Prestige des cuivres à Guebwiller (France).
Il remporte en 1999 le prix Pierre Salvi lors du concours organisé par le Festival Musical d'Automne des Jeunes Interprètes (Val-d'Oise) et en 2001, un 3e Prix au concours international de Lieksa (Finlande).
Il est en parallèle membre du quintette de cuivres Turbulences, avec lequel il sera finaliste du concours international de Narbonne et 1er Prix du concours international Philip Jones à Guebwiller.
Il rejoint aussi en avril 2002 l’Ensemble intercontemporain comme tubiste, ensemble fondé par Pierre Boulez,. Il compose tout au long de cette période de nombreuses pièces d'inspiration diverses, passant du baroque au jazz, pour tuba et cuivres en général. Sa pièce Cocina española est donnée en création au Centre Pompidou le 16 janvier 2005.

### Maladie et enseignement pédagogique
Le 21 juin 2005, lors de la Fête de la musique, il est pris de tremblements. La maladie le rend au fur et à mesure des années incapable de jouer de son instrument et met fin à sa carrière internationale, mais il continue malgré son état d'enseigner la musique et de diriger des formations musicales.
Titulaire du Diplôme d’État et du Certificat d’Aptitude, il enseignait depuis 1997 au Conservatoire à Rayonnement Régional de Dijon et depuis 2001 à celui de Boulogne-Billancourt. Également professeur assistant au Conservatoire National Supérieur de Musique de Lyon, il devient après l'arrêt de sa carrière internationale professeur dans le département musique de chambre de ce dernier. Il se consacre par la suite principalement à l'enseignement, et officie aujourd'hui encore à Lyon et à Boulogne-Billancourt.

## Compositions
- Petite Marche
- Trombonok (5 trombones ténors et deux trombones basses)
- Petit Air
- Deux esquisses pour Cor
- Total Recall (2 trompettes, 2 trombones + 2 esquisses pour Cor solo)
- Luxe Calme Volupté
- I Remember Love
- Romance sans parole
- Too Sentimental
- Cinq Sens (quintette de cuivres)
- Petite suite en cinq tableaux
- 4 inventions pour 2 euphoniums
- Quatre chants de Haute-Loire (chœur d’enfants, ensemble de tuba et tuba solo)
- Commande de Musique nouvelle en liberté : Franz S. ist mir in traum erschienen
- Arrangement pour tuba : Ah vous dirai-je maman
- Arrangement pour orchestre : Hello Dolly (version de Lorenzo Bocci)